# Phyllophaga fissilabris
Phyllophaga fissilabris är en skalbaggsart som beskrevs av Bates 1888. Phyllophaga fissilabris ingår i släktet Phyllophaga och familjen Melolonthidae. Inga underarter finns listade i Catalogue of Life.